# Вирче
Вирче (на македонска литературна норма: Вирче) е село в общината Царево село в Северна Македония.

## География
Селото се намира в историко-географската област Пиянец, в западното подножие на планината Влахина, досами границата с България. През селото минава Вировска река, която от Влахина се влива в Брегалница; тя е периодично водно течение.

## История
Източно от Вирче се намира археологическият паметник Прекинато Градище.
В XIX век Вирче е село в Малешевската каза на Османската империя. Църквата „Свети Никола“ е изградена в 1857 година, не е зографисана, а иконите са от XIX век. Според статистиката на Васил Кънчов („Македония. Етнография и статистика“) в 1900 година Вирче е смесено българо-помашко село със 130 души жители българи християни и 200 българи мохамедани.
Цялото християнско население на Вирче е под върховенството на Българската екзархия. По данни на секретаря на екзархията Димитър Мишев („La Macédoine et sa Population Chrétienne“) в 1905 година във Вирче има 200 българи екзархисти и функционира българско училище.
При избухването на Балканската война в 1912 година 5 души от Вирче са доброволци в Македоно-одринското опълчение.
Според Димитър Гаджанов в 1916 година във Вирче живеят 378 помаци и 179 българи.
Според данните от преброяването през 2021 г. Вирче има 272 жители.
| Националност     | Всичко |
| северномакедонци | 248    |
| албанци          | 0      |
| турци            | 0      |
| роми             | 0      |
| власи            | 0      |
| сърби            | 0      |
| бошняци          | 0      |
| други            | 24     |

## Личности
Родени във Вирче
- Антон Ников, български просветен деец[10]
- Атанас Николов, български просветен деец[11]
- Гаврил Златевски (1869 – ?), български просветен деец, общественик
- Гаврил Попсимеонов (1848 – 1941), български опълченец, общественик
- Гюргя Ефтимова – баба Гуца (1863 – 1930), куриер на ВМОРО, починала в Кюстендил[12]
- Иван Златевски (1886 – ?), български юрист, в 1920 година завършил право в Софийския университет[13]
- Кольо Георгиев, доброволец в четата на Иван Атанасов – Инджето през Сръбско-българската война в 1885 година[14]
- Константин Мановски, български офицер[15]
- Коста Николов (1873 – 1944), български генерал

Македоно-одрински опълченци от Вирче
- Георги Николов (около 1883 – ?), втора рота на Кюстендилската дружина[16]
- Евтим Николов (около 1895 – ?), втора рота на Седмата кумановска дружина[17]
- Христо Георгиев (около 1877 – ?), чета на Еротей Николов, втора рота на Кюстендилската дружина, четвърта рота на Петнадесетата щипска дружина[18]
- Христо Иванов (около 1853 – ?), втора рота на Кюстендилската дружина[19]

По произход от Вирче
- Асен Василиев (1900 – 1981), български изкуствовед
- Васил Златевски (? – 1945), български революционер
- Георги Горанов (1882 – 1905), български композитор